# Marie-Michèle Beaufils
Pour les articles homonymes, voir Beaufils.
Marie-Michèle Beaufils, née le 22 août 1949 à Pau et morte le 11 août 2014, a écrit des romans sur le Pays basque.

## Biographie
Elle a accompli sa carrière comme infirmière au centre hospitalier de la Côte basque.
Elle édite tardivement aux éditions du Cap Bear son premier roman, Le Cahier Noir qui se déroule pendant la première Guerre mondiale. Puis
Le Hollandais et les sorcières de Sare est un roman où Sare est le théâtre d'un mystère où se mêlent des personnages habités par la mythologie basque.
Requiem pour un frère présente l'oncle Martin qui vit dans les montagnes basques et décide de rompre le pacte du silence d'un secret de famille.